# Parectopa pennsylvaniella
Parectopa pennsylvaniella là một loài bướm đêm thuộc họ Gracillariidae. Loài này có ở Canada (Québec) và Hoa Kỳ (New York, Ohio, Connecticut, Kentucky, Maine and Pennsylvania).
Sải cánh dài khoảng 7 mm.
Ấu trùng ăn Aster cordifolius. Chúng có thể ăn lá nơi chúng làm tổ.